# جوانا جونستون
جوانا جونستون (بالإنجليزية: Joanna Johnston)‏ هي مصممة أزياء تقليدية بريطانية، ولدت في القرن العشرين في المملكة المتحدة.

## وصلات خارجية
- جوانا جونستون على موقع IMDb (الإنجليزية)
- جوانا جونستون على موقع قاعدة بيانات الفيلم (الإنجليزية)